# Wiener Moden Zeitung
Die Wiener Moden Zeitung kann in den Jahren 1862 und 1863 nachgewiesen werden. Die in Wien monatlich erschienene Zeitung hatte ein Format von 2° und trug den Zusatz „Organ der Universal-Moden für Damen und Herren“. Als Beilage wurde die „Industrielle Weltschau in Bildern“ mit herausgegeben. 